# João Clímaco
São João Clímaco (em grego:  Ἰωάννης τῆς Κλίμακος; em latim: Ioannes Climacus), também conhecido como João da Escada, João Escolástico e João Sinaíta, foi um monge cristão do século VI do mosteiro no Monte Sinai.
Seu nome deriva do grego "klímax", que significa "escada" e a sua ascensão espiritual correspondente.
A festa de São João Clímaco é em 30 de março, tanto no oriente quanto no ocidente. A Igreja Ortodoxa e as Igrejas Católicas de rito bizantino comemoram-no adicionalmente no quarto domingo da Grande Quaresma. Muitas igrejas são dedicadas a ele, principalmente na Rússia, incluindo a Torre do sino de Ivã, o Grande, no Kremlin. João Clímaco é também conhecido como "Escolástico", mas ele não deve ser confundido com João III, Patriarca de Constantinopla.

## Biografia

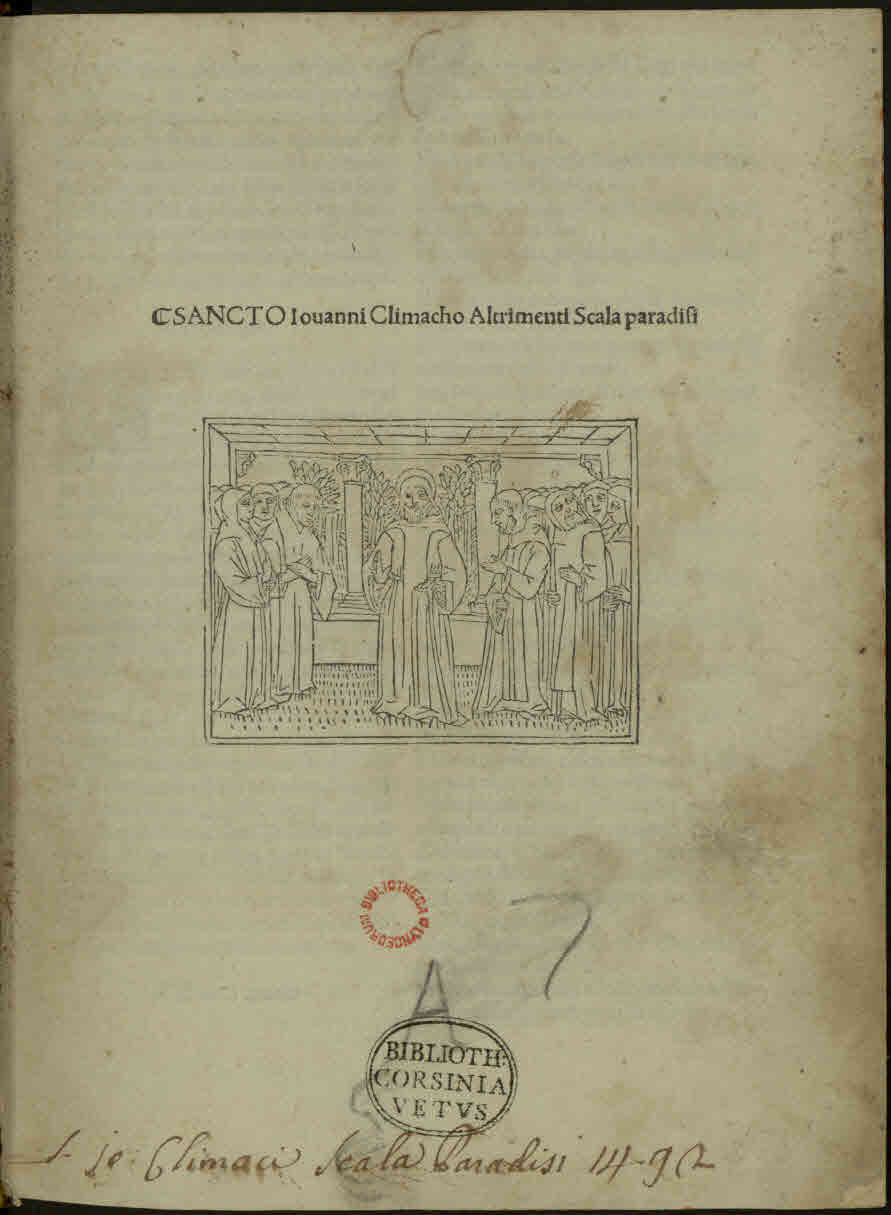
Scala paradisi, 1492

Quase não há informações sobre a sua vida, com exceção de uma antiga hagiografia (Vita) do santo feita por um monge chamado Daniel, do mosteiro de Raithu. Daniel, mesmo alegando ser um contemporâneo, admite não conhecer nada sobre as origens de João — todas as especulações sobre o seu nascimento são fruto de tradições muito posteriores e referem-se exclusivamente às referências no Menologion. A Vita não ajuda muito em estabelecer uma cronologia e o consenso acadêmico era colocar o seu nascimento como tendo ocorrido no final do século VI com base no Menologion. Este ponto de vista foi contestado por J.C. Guy e outros, mudando o atual consenso para um nascimento no século VII. Se a Vita de Daniel é confiável (e não há com o quê compará-la), então João foi para o mosteiro de Vatos, no monte Sinai, o atual Mosteiro de Santa Catarina, e se tornou um noviço quando ele tinha mais ou menos dezesseis anos. Ele aprendeu sobre a vida espiritual pelas mãos do já ancião Martírio. Após a morte de seu mestre, João, desejando praticar um ascetismo ainda maior, foi para um retiro espiritual aos pés da montanha para levar uma vida de eremita. Por vinte anos ele viveu isolado, estudando continuamente a vida dos santos e, assim, tornando-se um dos mais eruditos acadêmicos da igreja. 
Enquanto isso, esta tradição tem demonstrado ser historicamente implausível. As figuras retóricas habilidosas em seus escritos, bem como as formas filosóficas de pensamento, indicam uma sólida formação acadêmica, como era habitual para uma profissão em administração e direito durante sua época. Esse treinamento não pôde ser adquirido no Sinai. Além disso, observações biográficas indicam que ele provavelmente viveu à beira-mar, provavelmente em Gaza, e aparentemente praticou direito lá. Foi somente após a morte de sua esposa, com quarenta e poucos anos, que ele entrou no mosteiro do Sinai. Essas descobertas também explicam o horizonte e a qualidade literária de seus escritos, que têm um fundo filosófico claro. A lenda de sua renúncia ao mundo aos 16 anos é, portanto, baseada no motivo de retratá-lo como não afetado pela educação secular, como é encontrado em outras biografias de santos. Suas raízes nas tradições educacionais teológicas e filosóficas são deliberadamente obscurecidas. 
Quando ele tinha aproximadamente setenta e cinco anos, os monges do Sinai o convenceram a se tornar o seu hegúmeno. Ele se aplicou às suas funções como abade com grande sabedoria e sua fama se espalhou tanto que, de acordo com a Vita, o Papa Gregório, o Grande escreveu-lhe para pedir que o santo o incluísse em suas orações, além de enviar-lhe também uma grande quantia em dinheiro para que fosse construído uma hospedagem no Sinai, na qual os peregrinos se deslocavam muito para se hospedar.

## A Escada da Divina Ascensão
De sua produção literária, conhecemos apenas a Κλίμαξ (em latim: Scala Paradisi ou "A Escada da Ascensão Divina"), composta a pedido de João, abade de Raithu, um mosteiro nas margens do Mar Vermelho, e uma obra mais curta chamada "Ao Pastor" (em latim: Liber ad Pastorem), provavelmente um curto apêndice da "Escada".

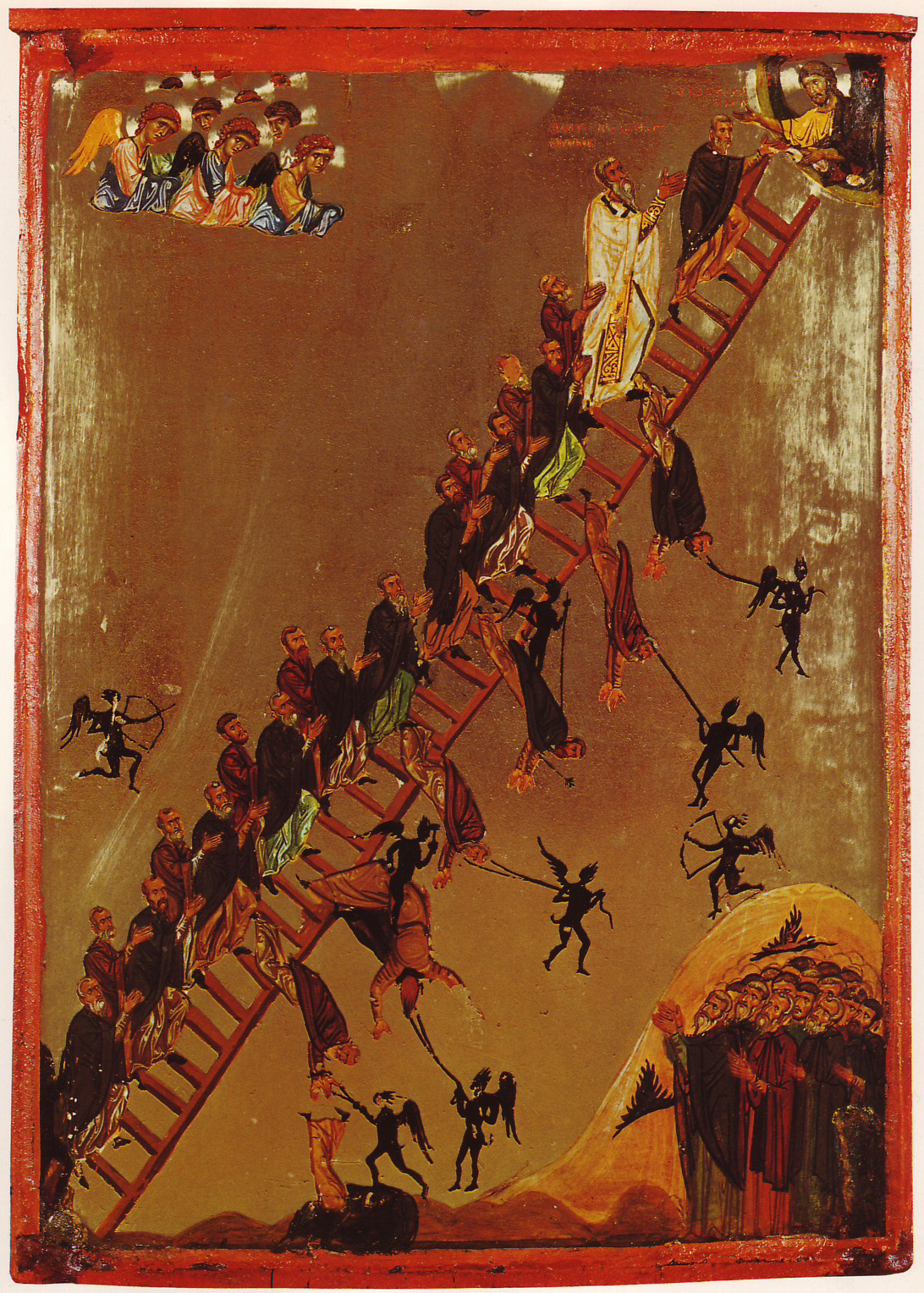
A Escada da Ascensão Divina.
Ícone do século XII no Mosteiro de Santa Catarina, no Monte Sinai, Egito.

A "Escada" descreve como elevar a alma e o corpo a Deus através da obtenção das virtudes ascéticas. Clímaco se utiliza da analogia da Escada de Jacó como uma referência para seus ensinamentos espirituais. Cada capítulo é chamado de "degrau" e lida com um assunto espiritual diferente. Há pelo menos trinta degraus na escada, o que corresponde à idade de Jesus no seu batismo e o começo de seu ministério. Dentro do modelo geral da "escada", o livro de Clímaco pode ser dividido em três seções. Os primeiros sete degraus dizem respeito às virtudes gerais necessárias para uma vida ascética, enquanto que os próximos dezenove (degraus 8 a 26) nos instruem em como superar os vícios construindo as virtudes correspondentes. Os quatro degraus finais são sobre as virtudes maiores, objetivo de uma vida ascética. Além da oração (προσευχή), quietude (ἡσυχία) e a ausência de paixões (ἀπαθεία) está o amor (ἀγάπη).
Originalmente escrito simplesmente para os monges do mosteiro vizinho, a "Escada" rapidamente se tornou um dos mais lidos e amados livros espirituais do Império Bizantino. Ele ainda é um dos mais lidos entre os cristãos ortodoxos, especialmente durante a referida Grande Quaresma que precede a Páscoa. Ele é geralmente lido no refeitório nos mosteiros ortodoxos e, em alguns lugares, é lido na igreja como parte do ofício diário, sendo prescrito no triodion'.

### Ícone
Um ícone conhecido pelo mesmo nome, "Escada da Ascensão Divina", mostra uma escada se estendendo da terra até o céu (conforme Gênesis 28:12). Diversos monges aparecem subindo por ela e, no topo, está Jesus, preparado para recebê-los no céu. Também aparecem anjos ajudando-os e demônios tentando atingi-los com flechas ou arrastá-los para baixo, independente de onde eles estejam na escada. A maior parte das versões do ícone mostra pelo menos uma pessoa caindo. Geralmente, na parte inferior direita, São João Clímaco aparece gesticulando em direção da escada, com outros monges atrás dele.